# WSV-ATSV Ranshofen
Der WSV-ATSV Ranshofen (Langname: „Wintersportverein-Arbeiter-,Turn-und Sportverein Ranshofen“) ist ein Verein aus der Katastralgemeinde Ranshofen der oberösterreichischen Stadt Braunau am Inn. Neben Fußball führt der Sportverein auch die Sektionen Gewichtheben, Skifahren und Schach.
Die Fußballabteilung des Vereines gehört dem Oberösterreichischen Fußballverband (OFV) an und spielt in der Saison 2024/25 in der 2. Klasse Süd-West. Der Verein trägt seine Spiele auf der Hans Wallisch Sportanlage mit 1200 Plätzen aus.

## Geschichte
Den ersten Meilenstein seiner Geschichte erreichte der Verein mit dem Sieg im oberösterreichischen Fußballcup in der Spielzeit 1949/50, als im Finale der ESV Westbahn Linz mit 2:1 besiegt werden konnte.
In der Saison 1956/57 feierte der Verein seinen 1. Meistertitel in der oberösterreichischen Landesliga.
In der Relegation zur Staatsliga B scheiterte man jedoch am burgenländischen Meister SV Mattersburg mit einem Gesamtscore von 4:7.
In der Spielzeit 1967/68 folgte ein weiterer Meistertitel in der oberösterreichischen Landesliga.
In der Regionalliga Mitte konnte in der Folgesaison mit einem 10. Platz der Ligaerhalt erreicht werden. Im Jahr 1969/70 folgte mit Endrang 13 jedoch der Abstieg zurück in die Landesliga OÖ.
In der ÖFB-Cupsaison 2000/01 war der Verein ebenfalls vertreten. In der Vorrunde konnte man die Eintracht Wels mit 0:1 besiegen, während in der 1. Runde nach einem 0:1 gegen den Kremser SC das Ende besiegelt war.

## Bekannte Spieler und Trainer
- Devid Stanisavljević
- Gerhard Filzmoser
- Lukas Gabriel

## Erfolge
- ÖFB-Cup:
  - 1 Teilnahme: 2000/01
- Regionalliga Mitte:
  - 2 Saisonen: 1968/69, 1969/70
- Landesliga Oberösterreich:
  - 2 × Meister: 1957, 1968
- Oberösterreichischer Fußballcup:
  - 1 × Cupsieger: 1950